# Franz Daniel von Drinamünde
Franz Daniel von Drinamünde (24. června 1861 Drmoul – 7. ledna 1928 Střekov část Ústí nad Labem) byl rakousko-uherský generál. V c. k. armádě sloužil od roku 1882, u různých jednotek strávil řadu let v Čechách. Na začátku první světové války se vyznamenal jako velitel divize na srbské frontě (1914). Ze zdravotních důvodů byl stažen z aktivní služby na frontě a do konce války zastával funkce posádkového velitele v Innsbrucku (1916–1917) a v Litoměřicích (1917–1918). V roce 1916 byl povýšen do šlechtického stavu a v armádě dosáhl hodnosti polního zbrojmistra (1918). Po rozpadu monarchie žil v soukromí v severních Čechách. 

## Životopis

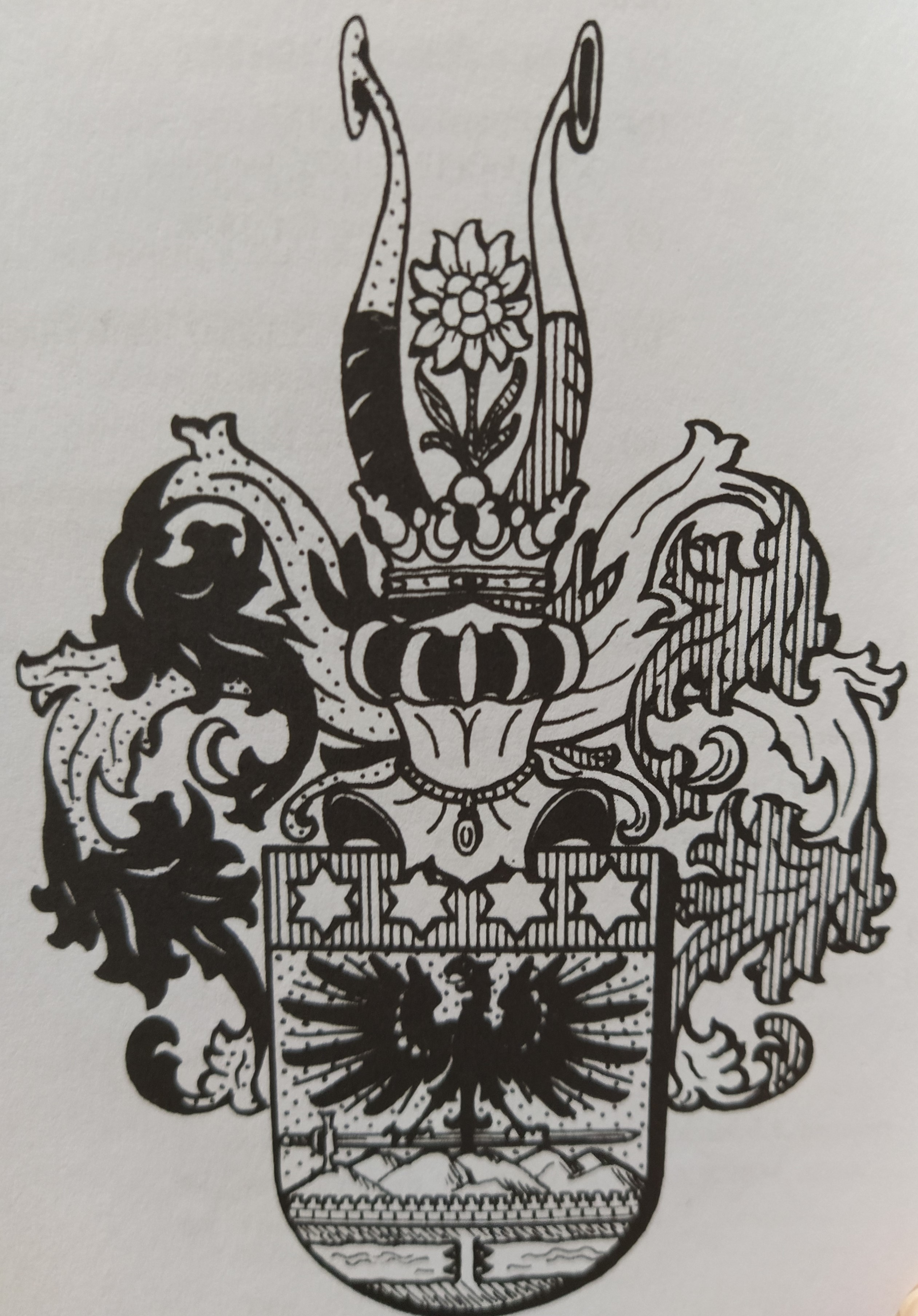
Erb Franze Daniela von Drinamünde (1917)

Pocházel ze západočeského Drmoulu, po gymnaziálních studiích získal vojenskou průpravu na kadetní škole v Hainburgu (1879–1882). Vojenskou službu zahájil jako poručík (1882) v Klosterneuburgu a v roce 1887 byl povýšen na nadporučíka. V letech 1889–1891 si doplnil vzdělání na Válečné škole (K.u.k. Kriegsschule) ve Vídni a byl zařazen do sboru důstojníků generálního štábu. V hodnosti kapitána (1891) sloužil u 58. pěší brigády v Terezíně, souběžně působil na odboru vojenského mapování u generálního štábu. Po službě u 19. pěšího pluku v Plzni (1895–1897) se vrátil do Terezína, kde byl důstojníkem u 94. pěšího pluku. V hodnosti majora (1899) byl šéfem štábu 32. pěší divize v Budapešti (1899–1901) a pak znovu působil u topografické kanceláře na generálním štábu. Jako podplukovník (1903) byl přeložen k 59. pěšímu pluku do Linze, kde strávil dva roky. V roce 1906 dosáhl hodnosti plukovníka a stal se velitelem 28. pěšího pluku v Českých Budějovicích, od roku 1910 dislokovaného v Tridentu.
V roce 1912 byl povýšen do hodnosti generálmajora a převzal velení 17. pěchotní brigády v Praze. S touto jednotkou byl na začátku první světové války povolán na srbskou frontu, kde se v říjnu 1914 stal velitelem 9. pěchotní divize. Zúčastnil se bojů na Kolubaře, podílel se na dobytí Lazarevace, kde vzal do zajetí 2000 srbských vojáků, a následně se vyznamenal přechodem Driny. V té době se ale u něj začal projevovat revmatismus a k datu 1. ledna 1915 odešel z aktivní služby na frontě. Stal se velitelem v Innsbrucku a 1. května 1915 byl povýšen do hodnosti polního podmaršála. V únoru 1916 se vrátil na bojiště a jako velitel 54. pěší divize bojoval na východní frontě. V září 1916 se ze zdravotních důvodů znovu stáhl do zázemí, krátce byl velitelem v Budapešti a v letech 1916–1917 znovu v Innsbrucku. Nakonec byl od října 1917 do konce války velitelem v Litoměřicích. K datu 10. května 1918 dosáhl hodnosti titulárního polního zbrojmistra. V armádě byl penzionován k datu 1. ledna 1919 a od té doby žil v soukromí. Krátce pobýval ve Štýrském Hradci, později žil v severních Čechách. Zemřel v Střekově a je pohřben v Ústí nad Labem.

## Tituly ocenění
V roce 1916 byl povýšen do šlechtického stavu s predikátem von Drinamünde odvozeného od zásluh na řece Drině v roce 1914. Šlechtický titul Edler von mu byl udělen ještě za vlády Františka Josefa v září 1916, formality spojené s vydáním diplomu byly dokončeny až 12. února 1917 za vlády Karla I. Během vojenské služby obdržel řadu vyznamenání v Rakousku-Uhersku i od zahraničních panovníků.

### Rakousko-Uhersko
- Jubilejní pamětní medaile (1898)
- Vojenský záslužný kříž (1905)
- Vojenský jubilejní kříž (1908)
- Řád železné koruny III. třídy (1910)
- Řád železné koruny II. třídy s válečnou dekorací (1914)
- Vyznamenání za zásluhy o Červený kříž s válečnou dekorací (1915)
- Vojenská záslužná medaile (1916)

### Zahraničí
- Řád lva a slunce III. třídy (1900, Persie)
- Řád italské koruny (1901, Itálie)
- Železný kříž II. třídy (1916, Německo)
- Kříž za zásluhy ve válce (1918, Sasko-Meiningensko)